# Mablethorpe
Mablethorpe är en stad i civil parish Mablethorpe and Sutton, i distriktet East Lindsey, i grevskapet Lincolnshire, i England. Mablethorpe var en civil parish fram till 1974 när blev den en del av Mablethorpe and Sutton. Civil parish hade 3 611 invånare år 1961. Staden nämndes i Domedagsboken (Domesday Book) år 1086, och kallades då Malbertorp/Mal(te)torp.